# Rina Ronja Kari
Rina Ronja Kari (født 15. februar 1985) er en dansk politiker og MEP for Folkebevægelsen mod EU siden 5. februar 2014, hvor hun afløste Søren Søndergaard. Hun blev valgt som spidskandidat til Europa-Parlamentsvalget 25. maj 2014. Tidligere har hun været organisationskonsulent i fagforeningen Pædagogstuderendes LandsSammenslutning (PLS). Kari er medlem af Enhedslisten.
Ved valget den 26. maj 2019 mistede Folkebevægelsen mod EU, og dermed Rina Ronja Kari, sit mandat i Europaparlamentet. Hun fratrådte sit embede ved starten af den nye forsamling, som tiltrådte d. 2. juli 2019.

## Baggrund
Rina Ronja Kari er student fra Det frie Gymnasium og har læst matematik og virksomhedsstudier på Roskilde Universitet.

## Politisk karriere
Hun blev i 2004 valgt som talsperson (svarende til landsformand) for Ungdom mod EU, som er en ungdomsorganisation for Folkebevægelsen mod EU, samme år blev hun medlem af ledelsen og kandidater ved EU-Parlamentsvalget for Folkebevægelsen.
I 2008 blev hun valgt som talsperson (medlem af formandskabet) for Folkebevægelsen. Samme år genopstillede Folkebevægelsen hende som kandidat til EU-Parlamentet. Hun var én af bevægelsens tre spidskandidater, og hun blev valgt som andensuppleant til EU-parlamentet. Hun var opstillet som første spidskandidat for Folkebevægelsen til valget 2014, og opnåede valg.